# PécsiKe

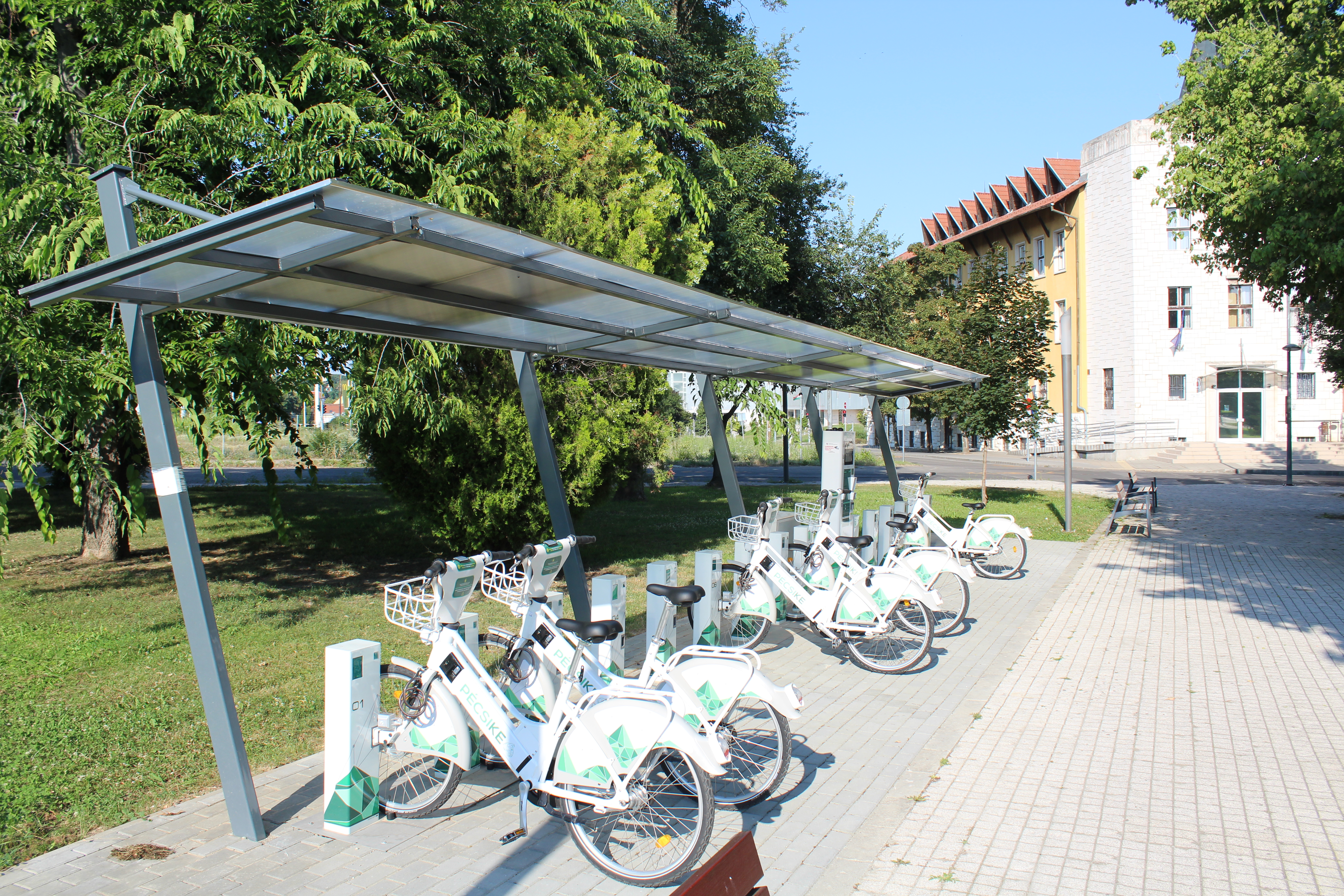
A 48-as téri dokkolóállomás

A PécsiKe kerékpármegosztó rendszer a közösségi közlekedés új formája, amely Pécsett működik.

## Leírása
A hagyományos síkvidéki kerékpármegosztó rendszerrel szemben elektromos kerékpárt alkalmaz a hegyekre és a nehezen közlekedőkre is tekintettel.A rendszert 2019. június 19-én adta át Páva Zsolt polgármester, amely a város hét dokkolóállomásán, egyelőre 70 elektromos rásegítésű biciklivel, amelyek egy teljes feltöltéssel kb. 40 km-es futásteljesítményre képesek. Többféle üzemmódban használható a sportostól a mozgássérülteknek is megfelelőig, ui. lábbal is lehet hajtani. A kölcsönzés bérlettel vagy sms-ben megváltható jeggyel vehető igénybe, az első 30 percig ingyenesen. A jogosultságát plasztikkártyával igazoló szermély a dokkolóállomásról tudja felvenni, és oda is tudja leadni a járművet, amely azonnal tölteni kezdi annak akkumulátorát. Amennyiben nincs egy minimálisan meghatározott töltöttség az akkumulátorban, az állomás nem adja ki a biciklit. Az egyes állomásokon 15-16 dokkolóhely van, hogy ne fordulhasson elő az, hogy nem lehet a kerékpárt leadni. Egyhuzamban minden jármű legfeljebb 24 órán keresztül lehet állomásról leoldva, azután eltűntként kezdik keresni a beépített GPS-jeladója alapján.

## Topográfia
- Állomás neve (dokkolók száma)
  - 1. Ifjúság útja (16 db)
  - 2. Barbakán (15 db)
  - 3. Szepesy Ignác u. (16 db)
  - 4. Kossuth tér (15 db)
  - 5. Búza tér (15 db)
  - 6. 48-as tér (15 db)
  - 7. Zsolnay-negyed (16 db)

## Kölcsönzési díjak
A rendszer használatáért fizetendő: bérlet ára + kártyadíj + kölcsönzés díja. A PécsiKe-kártya használatához, a PécsiKe-rendszerhez való hozzáférést biztosító féléves vagy éves bérlet vásárlása szükséges. Az első évben kedvezményes a bérletek díja:
- Éves bérlet díja 7500 Ft
- Kedvezményes éves bérlet 6000 Ft
- Féléves bérlet díja 6000 Ft
- Kedvezményes féléves bérlet 4800 Ft
- Havi bérlet díja 1750 Ft
- Kedvezménes havi bérlet díja 1400 Ft

A PécsiKe-kártya díja 600 Ft